# ロス島
ロス島（ロスとう、英: Ross Island）は、南極のロス海にある島。地球で最も南にある活火山・エレバス山を擁する火山島である。
島の名は、1841年にこの島を発見したイギリスの探検家ジェイムズ・クラーク・ロスにちなむ。ロス島は船舶が接岸できる南限の島で、19世紀以来南極探検の拠点とされた。アメリカ合衆国のマクマード基地が所在しており、有人島である。

## 地理

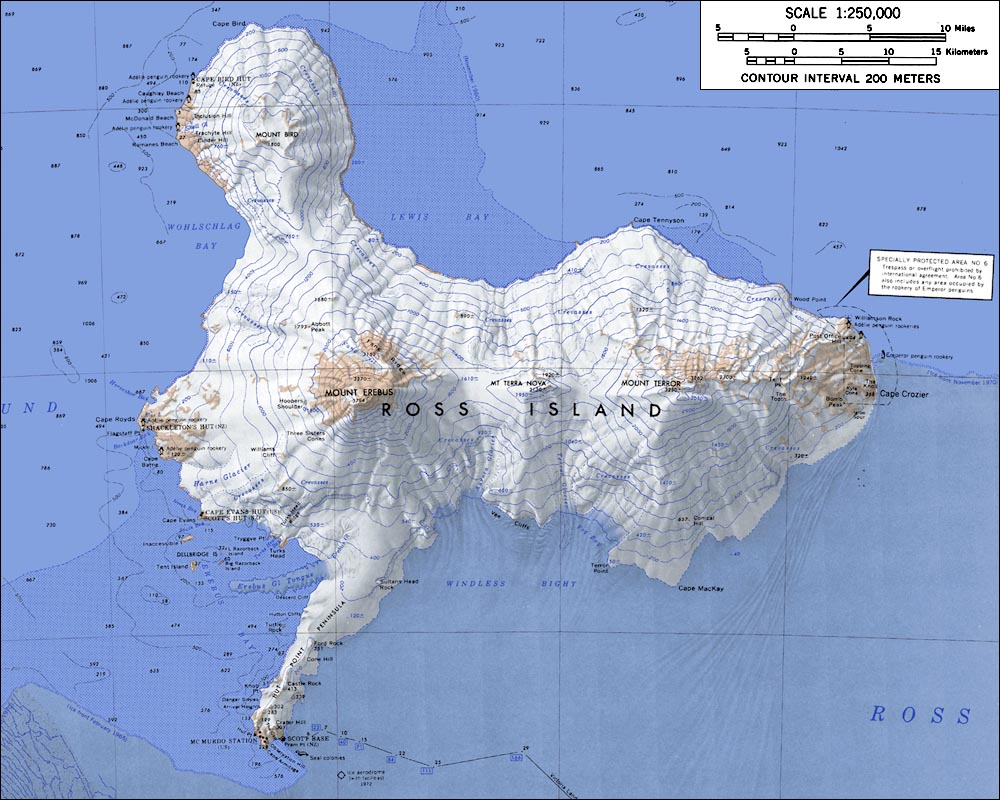
ロス島の地図

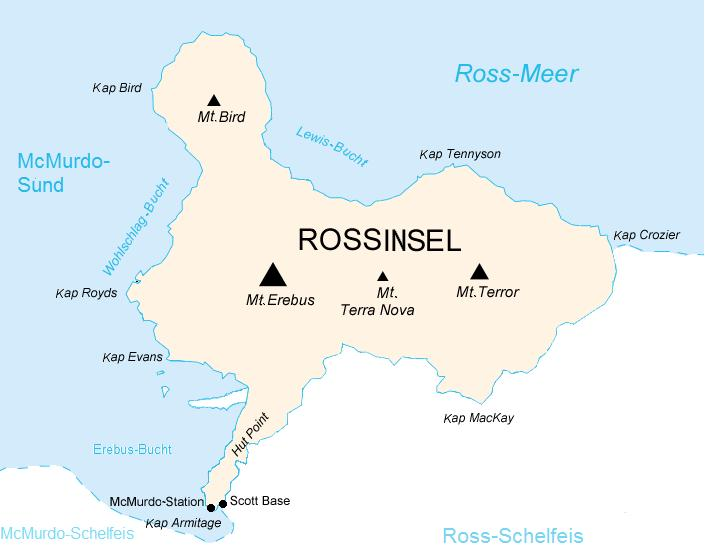
ロス島の地図

### 位置・広がり
ロス島はロス海の北西部に位置し、マクマード海峡 (McMurdo Sound) の東に位置する。
面積は3,794km2で、沖縄本島の2倍。

### 地勢
ロス島にはエレバス山（3,794 メートル）、テラー山（3,230 メートル）、バード山（1,765 メートル）の三つの火山がある。前二者は、発見者ロスが乗船していた軍艦の船名から命名された。島の中央近くにあるエレバス山は、活火山である。その20マイル東にあるテラー山は休眠中である。バード山はケープ・バード (Cape Bird) の南にある。
ロス島は船舶が接岸できる南限の島であり、初期の多くの南極探検の拠点とされた。

## 観測基地
島の南西部、ハットポイント半島南端にはアメリカ合衆国のマクマード基地が所在している。

## 歴史・名称
1841年、ロス海一帯を探検したジェイムズ・クラーク・ロスによって発見された。しかしロスはこの地形を、島ではなく本土ヴィクトリアランドの一部と見なしていた。1901年から1904年にかけておこなわれた、ロバート・ファルコン・スコットが率いたディスカバリー遠征によって島であることが明らかになり、スコットは発見者ロスにちなみ、ロス島と名づけた。